# Eye (rivista)
Eye è una rivista medica mensile sottposta a revisione paritaria, che tratta di oftalmologia. È stata fondata nel 1881 col nome di Transactions of the Ophthalmological Societies of the United Kingdom, ottenendo il nome attuale nel 1987. È pubblicata dalla Springer Nature ed è la rivista ufficiale del Royal College of Ophthalmologists.
Il caporedattore è Sobha Sivaprasad (Moorfields Eye Hospital).
Secondo il Journal Citation Reports, nel 2021 Eye ha ricevuto un fattore di impatto pari a 4,456.